# ピート・ダンケルト
ピート・ダンケルト（Piet Dankert, 1934年1月8日 - 2003年6月21日）は、オランダの政治家。労働党に所属していた。
1968年に第二院議員に初選出、外交・防衛委員会の委員となる。1970年代末から活動の場を欧州議会に移し、1982年から1984年に買えて欧州議会議長を務める。
1989年から1994年の第3次ルード・ルベルス政権でヨーロッパ担当の政務次官となる。政務次官退任後に再び欧州議会議員となり、トルコの欧州連合加盟について取り組んだ。